# Serial Shipping Container Code
Serial Shipping Container Code is een gestandaardiseerde internationale verzendcode (EAN-128), die toeleveranciers in de vorm van een barcode kunnen aanbrengen op hun logistieke eenheden. De code is van nut bij het tracking & tracing proces in de logistieke keten. 
De SSCC is geschikt voor de gangbare ERP-pakketten en Warehouse Management System (WMS), zowel voor toeleveranciers als voor afnemers. Zulke pakketten bevatten dan bijvoorbeeld de mogelijkheid om een verzendbericht te ontvangen en op te slaan en dit te koppelen aan een SSCC-code. Bij ontvangst van een pallet kan een magazijnmedewerker deze scannen en dan ziet hij direct in het WMS welke artikelen deze pallet zou moeten bevatten.